# Яз (Бакеу)
Яз (рум. Iaz) — село у повіті Бакеу в Румунії. Входить до складу комуни Стругарі.
Село розташоване на відстані 235 км на північ від Бухареста, 15 км на південний захід від Бакеу, 96 км на південний захід від Ясс, 128 км на північний схід від Брашова.

## Населення
За даними перепису населення 2002 року у селі проживали 189 осіб, усі — румуни. Усі жителі села рідною мовою назвали румунську.